# 椿站
椿站（日语：／ Tsubaki eki */?）是位於和歌山縣東牟婁郡白濱町椿，屬於西日本旅客鐵道（JR西日本）的紀勢本線（紀國線）車站。此站為椿溫泉的玄關口，距離溫泉街中心有一距離。

## 歷史

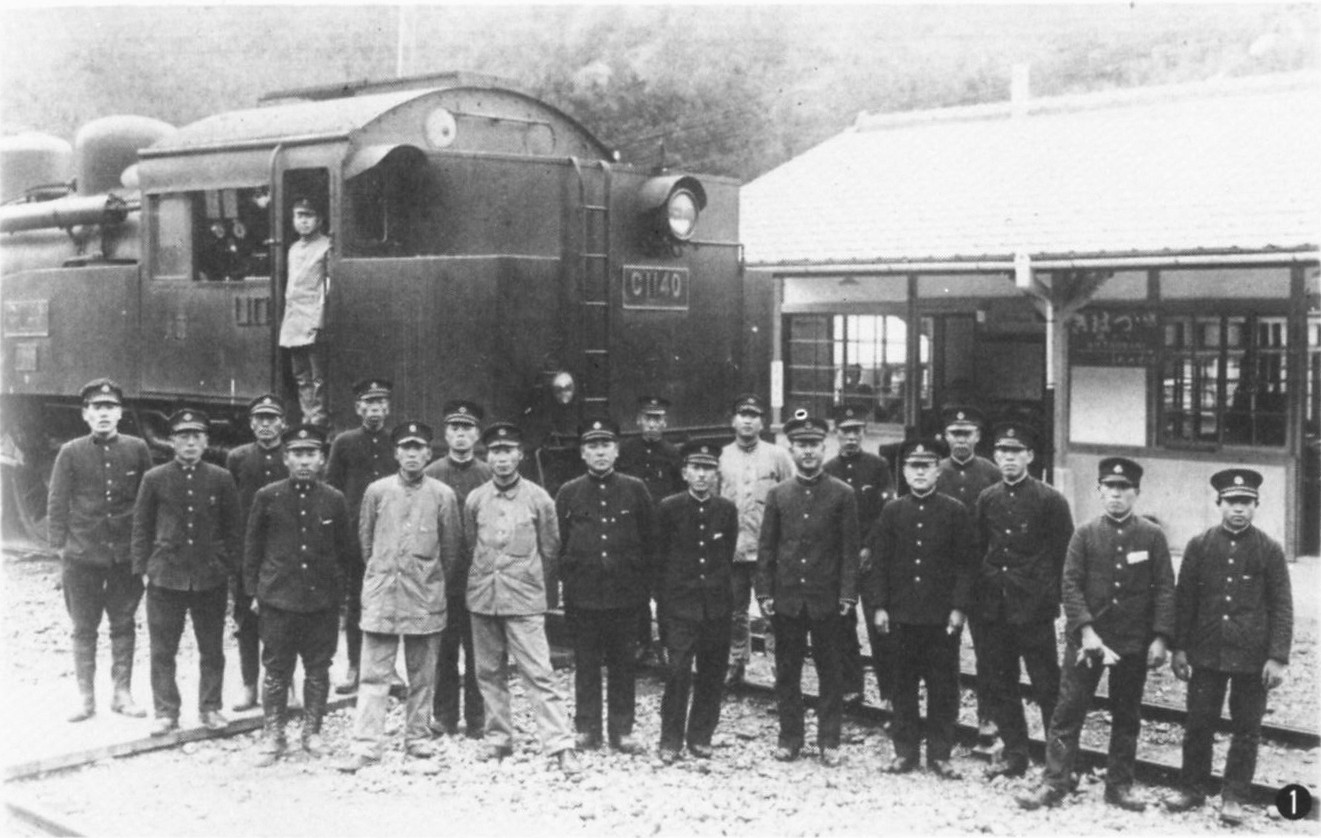
1935年，車站還是終點站時代的車內。圖中可留意站名牌。在圖中的國鐵C11形蒸氣機車40號機現時在福知山站前保存中。

此站在1935年（昭和10年）3月，國鐵紀勢西線從紀伊富田站伸延至此站時啟用，當時名為紀伊椿站（日语：／）。而椿站最初被五能線中一個車站使用。
現時的車站，是在五能線於1964年（昭和39年）10月1日，由八森站改名為東八森站後，於同年11月1日椿站改名為八森站，最後在1965年（昭和40年）3月1日改名為椿站。在同日，白濱口站改名為白濱站，紀伊湯淺站改名為湯淺站。

### 年表
- 1935年（昭和10年）3月29日 - 國鐵紀勢西線紀伊富田站至此站開通，此站啟用，當時車站名為紀伊椿站[1]。
- 1936年（昭和11年）10月30日 - 國鐵紀勢西線此站至周參見站之間開通[1]。
- 1959年（昭和34年）7月15日 - 三木里站至新鹿站之間開通，同時路線改名為紀勢本線[1]。
- 1965年（昭和40年）3月1日 - 改名為椿站。
- 1985年（昭和60年）3月14日 - 成為無人車站（簡易委託車站）[2]。部分特急「黑潮」班次停此站。
- 1987年（昭和62年）4月1日 - 伴隨國鐵分割民營化，車站由西日本旅客鐵道（JR西日本）營運[1]。
- 2003年（平成15年）11月1日 - 不再成為簡易委託車站，完全為無人車站。
- 2015年 (平成27年)  3月14日 - 不再成為特急「黑潮」的停車站[3][4]。

## 車站構造
車站為地上車站，設有2面2線的混合式月台，可進行列車交會。此站曾經為2面3線月台，現時3號月台內的出發信號機、架空電纜均已撒走，只剩下維護路軌車輛的物料。單式月台設有樓梯連接車站大樓。在月台之間設有跨線橋連接。1號月台比較狹窄。
車站設有古老和木造屋頂的車站大樓，在大樓內設有候車室和售票欄臺（但已經停用）。車站大樓中的「椿站」車站牌中繪畫了椿花，在車站周邊也種植了椿花。此外，在候車室設有山形縣西置賜郡飯豐町東日本旅客鐵道（JR東日本）米坂線的羽前椿站相片作裝飾。
由2003年11月1日起成為無人車站（現時由紀伊田邊站管理），沒有車站職員當值。此站曾經為簡易委託車站，在大樓中設有閘口和售賣車票。
在國鐵時代，為急行停車站，也設有從此站出發或到達的急行列車。在2015年3月13日前，每日設有1往返特急列車班次停此站，在翌日14日的時間表修正起，所有特急不再停此站，只有普通列車停此站。此外，在2011年3月11日前，每日設有2往返特急列車班次停此站。

### 月台
| 月台 | 路線   | 方向                     |
| ---- | ------ | ------------------------ |
| 1    | 紀國線 | 白濱、和歌山方向         |
| 2    | 紀國線 | 串本、紀伊勝浦、新宮方向 |

- 以上的路線名是使用旅客資訊上的名稱（愛稱）。
- 下行本線為1號月台，上行本線為2號月台。

## 使用狀況
以下列出近年1日平均乘車人次。
| 年度   | 一日平均 乘車人次 |
| ------ | ----------------- |
| 1998年 | 78                |
| 1999年 | 68                |
| 2000年 | 58                |
| 2001年 | 49                |
| 2002年 | 33                |
| 2003年 | 31                |
| 2004年 | 28                |
| 2005年 | 31                |
| 2006年 | 31                |
| 2007年 | 36                |
| 2008年 | 37                |
| 2009年 | 38                |
| 2010年 | 40                |
| 2011年 | 38                |
| 2012年 | 38                |
| 2013年 | 32                |
| 2014年 | 29                |
| 2015年 | 27                |
| 2016年 | 20                |
| 2017年 | 19                |

## 車站周邊
此站為椿溫泉和椿村落的入口，與樁中心有一段距離。椿溫泉位於沿岸，而車站位於內陸位置，因此車站周邊比較幽靜。椿地區中心設有巴士等交通工具前往車站。
在車站前設有朝來歸川，沿川下流為朝來歸村落和椿中心，在川旁設有縣道215號。在川口設有國道42號，再沿國道42號向上行走便到達椿溫泉的溫泉街，設有酒店、度假公寓、漁具店等設施。
由於車站距離溫泉街有一段距離，旅客可在車站前可租賃單車代步。此外，觀光客可聯絡酒店安排接送巴士前往車站進行接送服務。
- 白濱町立椿小學（已關閉）
- 椿郵局

## 相鄰車站
西日本旅客鐵道
 紀國線（紀勢本線）
紀伊日置－椿－紀伊富田

## 注腳
1. 1 2 3 4 5  曾根悟（日语：曽根悟）（監修）. 朝日新聞出版分冊百科編集部（編集） , 编. . 朝日百科週刊. 25號 紀勢本線、參宮線、名松線. 朝日新聞出版. 2010-01-10: 19–21.
2. ↑  日本國有鐵道公示S60.3.12公181
3. 1 2  平成27年春ダイヤ改正についてPDF - JR西日本和歌山分社新聞發布 2014年12月29日
4. 1 2  特急電車が椿駅への停車取りやめ　JR西日本 - 紀伊民報　2015年1月8日（互聯網檔案館）
5. ↑  『和歌山縣統計年鑑』及『和歌山縣公共交通機關等資料集』

## 外部連結
- 椿｜車站資訊：JR出門網 - 西日本旅客鐵道